# HD 303250
HD 303250 es una estrella supergigante roja, se encuentra en la constelación de Carina a unos 8100 Años luz del Sol, de tipo espectral M3Iab, posee una magnitud visual de 8.7, una luminosidad de 22000 soles, una temperatura de 3302K y un radio qué varia entre 450 y 750 radios solares. Si estuviera en lugar del Sol estaría a un tercio de distancia entre las órbitas de Ceres y Júpiter.